# شهرک مرکز خاک‌شناسی و حاصلخیزی خاک
مرکز خاکشناسی و حاصلخیزی خاک یک منطقهٔ مسکونی در شهرستان کرج استان البرز ایران است که در دهستان محمدآباد (کرج) واقع شده‌است. مرکز خاکشناسی و حاصلخیزی خاک ۲۳۷ نفر جمعیت دارد. مرکز خاک‌شناسی کرج در این شهرک واقع است.